# Isabelle de Limeuil

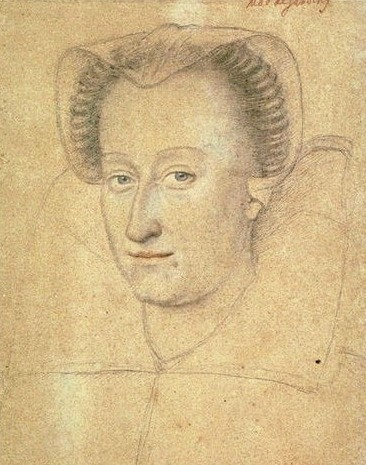
Isabelle de Limeuil

Isabelle de la Tour, Lady de Limeuil (c. 1535 – 25 martie 1609) a fost nobilă franceză și doamnă de onoare a reginei mame Caterina de Medici. A făcut parte din faimosul l'escadron volant al reginei mame, un grup de femei frumoase spioni utilizate în scopul de a forma legături sexuale cu diferiți bărbați puternici de la curtea franceză extrăgând astfel informații care să-i fie apoi transmise ei. În jurul anului 1562 la inițiativa Caterinei, ea a devenit metresa lui Ludovic I de Bourbon, Prinț de Condé, fratele mai mic al regelui Antoine de Navara și unul dintre liderii huguenoți din Franța. Doi ani mai târziu când Isabelle a creat un scandal dând naștere fiului său, ea a fost alungată la o mănăstire. Condé a negat cu înverșunare că ar fi fost tatăl.

## Biografie
Isabelle s-a născut la Limeuil, Franța în jurul anului 1535, ca fiică a lui Gilles de la Tour, viconte de Turenne, baron de Limeuil și a Margueritei de la Cropte, Lady de Lanquais. A venit la curtea regelui Carol al IX-lea unde a devenit una dintre doamnele de onoare ale reginei mame Caterina de Medici. Isabelle era rudă îndepărtată cu Caterina prin mama reginei, Madeleine de La Tour d'Auvergne.
Descrisă ca fiind frumoasă cu părul blond, ochi albaștri, ten roz-trandafiriu și cu un "spirit vivace", ea a fost imortalizată în versuri de poetul Pierre de Ronsard. El a scris că el "ar dori să-i dea tot atâtea sărutări câte frunze au copacii din pădure".
Înfățișarea ei a atras atenția reginei mamă care a invitat-o să se alăture grupului ei de elită, l'escadron volant, un grup de spioni femei atractive și talentate care erau recrutate pentru a seduce bărbații puternici de la curte extrăgând astfel informații care ar fi folosite de Caterina ca pârghii politice.
Caterina era conștientă de puterea și influența femeilor capabile să mânuiască bărbații - cunoștințe pe care ea le-a dobândit de la soțul ei regele Henric al II-lea care a intrat complet sub influența metresei sale,  cultivata Diane de Poitiers. La un banchet care a avut loc la Château de Chenonceau, oaspeții masculini au fost serviți de femei cu sânii goi. Membrele grupului l'escadron volant erau încurajate să formeze legături sexuale cu cei mai influenți bărbați de la curte care urmau să fie spionați pentru regina mamă.
Primul iubit al Isabellei a fost Claude, Duce de Aumale, membru al Casei de Guise, care erau cei mai mari rivali ai Caterinei. Ducele a fost urmat de Florimond Robertet, secretarul Caterinei și asociatului lui Guise. În jurul anului 1562 la inițiativa Caterinei, ea l-a sedus pe proeminentul lider huguenot, Ludovic I de Bourbon, Prinț de Condé, care era fratele mai mic al regelui Antoine de Navara. Antoine era soțul reginei domnitoare Jeanne a III-a a Navarei, o altă adversară a caterinei și lider politic al mișcării huguenote. Cu câțiva ani mai înainte, caterina desemnase o altă membră a grupului ei, Louise de La Béraudière de l'Isle Rouhet, să-l seducă pe Antoine. Acest lucru a determinat-o pe regina Jeanne să denunțe curtea Caterinei într-o scrisoare către fiul ei, viitorul rege Henric al IV-lea al Franței: "Aici femeile fac avansuri bărbaților, mai degrabă decât invers". În ciuda avertismentelor mamei sale despre arama femeilor care frecventau curtea franceză, Henric a căzut pradă farmecului sofisticatei Charlotte de Sauve, descrisă ca fiind "unul dintre membrii cei mai desăvârșiți de la L'escadron volant".
Spre marea satisfacție a Caterinei, Condé s-a îndrăgostit pasional de Isabelle, a cărei frumusețe și senzualitate l-au făcut să neglijeze participarea la serviciile religioase de la curte. Dominația ei s-a terminat în mai 1564 când ea a născut un fiu în camera reginei mamă de la Dijon. Scandalul a înfuriat-o pe Caterina. Deși doamnele ei erau utilizate în scopul specific de a acționa ca spioni prin dezvoltarea de relații sexuale la curte, ele erau obligate să fie discrete, decente în public și mai presus de toate, să evite o sarcină.
Isabelle a pus gaz pe foc proclanând în gura mare că tatăl copilului este Condé și a mers până acolo încât i-a trimis copilul într-un coș. Condé a denunțat zgomotos paternitatea iar Caterina a alungat-o pe Isabelle de la curte, care a fost obligată să se retragă la o mănăstire.
La două luni după ce Isabelle a născut copilul, soția Prințului Condé, Eléanor de Roucy de Roye, a murit. El și-a ales-o ca a doua soție pe tânăra nobilă huguenotă Françoise d'Orleans-Longueville. El a rupt complet legăturile cu Isabelle, care nu i-a iertat respingerea și negarea paternității fiului ei. Copilul nu a supraviețuit mult și a murit la o dată necunoscută.

### Căsătorie și copii
Isabellei i s-a permis să părăsească mănăstirea în 1567 la vârsta de aproximativ 32 de ani și s-a căsătorit cu unul din protejații Caterinei, Scipion Sardini, un bancher bogat.La 13 martie 1569 Prințul Condé a fost ucis în Bătălia de la Jarnac în timpul celui de-al treilea Război al Religiilor. Când a fost informată de moartea sa, Isabellea a spus: enfin ("în sfârșit").
Isabelle și soțul ei au avut trei fii și o fiică:
- Nicolas Sardini, Siegneur de Prunay
- Alexander-Paul Sardini (1574-1645), baron de Chaumont-sur-Loire, viconte de Buzancy; a avut copii
- Paul Sardini (d. 1667); a avut copii
- Madeleine Sardini

Isabelle a murit la Paris la 25 martie 1609, la vârsta de 74 de ani. Sardini a murit în același an.